# Magdalena Buczek
Magdalena Buczek, známá i jako Madzia Buczek, (* 6. března 1988 Łaziska Górne) je polská katolická aktivistka, zakladatelka organizace Podwórkowe Kółka Różańcowe Dzieci a redaktorka Radia Maryja a Televize Trwam.
Madzia trpí vážnou chorobou (osteogenesis imperfecta) kvůli které měří jen 1 metr, váží zhruba 15 kilogramů a je upoutána na invalidní vozík. Značnou kritiku v Polsku vyvolalo, když se jí v televizním vysílání posmívala protikatolicky zaměřená feministka Kazimiera Szczuka. Ta později tvrdila, že o jejím postižení nevěděla a Madzie se omluvila, ale Polsat obdržel od Zemské rady pro rozhlasové a televizní vysílání (Krajowa Rada Radiofonii i Telewizji) pokutu 500 000 zlotých.